# Sportler des Jahres
Die Wahl zum Sportler des Jahres findet in vielen Ländern statt, wobei die Preisträger auf unterschiedliche Weise gewählt werden, meist entweder von Sportjournalisten oder durch allgemeine Publikumswahl. Neben der nationalen gibt es auch Auszeichnungen auf Landes-, regionaler oder städtischer Ebene.
Auf internationaler Ebene werden unter anderem seit dem Jahre 2000 die Laureus World Sports Awards für die Weltsportler des Jahres vergeben.
Auf nationaler und internationaler Ebene finden Ehrungen auch in einzelnen Sportarten statt, so zum Fußballer des Jahres.

## Nationale Ehrungen
Europa
| Land                   | Auszeichnung                         | verliehen seit | Bemerkung |
| ---------------------- | ------------------------------------ | -------------- | --- |
| Belgien                | Belgischer Sportler des Jahres       | 1967           | Originalbezeichnung: „Sportif belge de l'année“ bzw. „Sportman van het jaar“ / „Sportvrouw van het jaar“; parallel wird seit 1933 die „Trophée national du Mérite sportif“ / „Nationale trofee voor sportverdienste“ vergeben |
| Bulgarien              | Bulgariens Sportler des Jahres       | 1958           | Originalbezeichnung: „Спортист на годината на България“ (Sportist na godinata na Balgariya) |
| Dänemark               | Dänemarks Sportler des Jahres        | 1991           | Originalbezeichnung: „Årets sportsnavn“ |
| Deutschland            | Deutschlands Sportler des Jahres     | 1947           | In der DDR wurde von 1953 bis 1989 parallel eine Leserumfrage der Tageszeitung Junge Welt veranstaltet. |
| DDR                    | Sportler des Jahres                  | 1953           | In der DDR wurde von 1953 bis 1989 parallel zum Sportler des Jahres in der Bundesrepublik eine Leserumfrage der Tageszeitung Junge Welt veranstaltet.                                                                         |
| Estland                | Estlands Sportler des Jahres         | 1955           | Originalbezeichnung: „Eesti aasta sportlane“ |
| Finnland               | Finnlands Sportler des Jahres        | 1947           | Originalbezeichnung: „Vuoden urheilija“ |
| Frankreich             | Champion des champions               | 1946           | Parallel zur Wahl der Sportzeitung L’Équipe organisiert die Académie des sports seit 1956 eine Wahl zum Weltsportler (Grand Prix).                                                                                            |
| Irland                 | Irlands Sportler des Jahres          | 1985           | Originalbezeichnung: „RTÉ Sports Person of the Year“ |
| Island                 | Islands Sportler des Jahres          | 1956           | Originalbezeichnung: „íþróttamaður ársins“ |
| Italien                | Gazzetta Sports Award                | 1978           | Parallel zur jährlichen Publikumsumfrage der Sporttageszeitung La Gazzetta dello Sport zeichnet auch der Fernsehpreis Telegatto einen Sportler des Jahres aus.                                                                |
| Kroatien               | Kroatiens Sportler des Jahres        | 1952           | Parallel fand von 1950 bis 1990 eine Wahl zu „Jugoslawiens Sportler des Jahres“ statt |
| Lettland               | Lettlands Sportler des Jahres        | 2005           | Originalbezeichnung: „Latvijas Gada balva sportā“ |
| Liechtenstein          | Liechtensteins Sportler des Jahres   | 1970           | |
| Litauen                | Litauens Sportler des Jahres         | 1956           | Originalbezeichnung: „Geriausias Lietuvos sportininkas“ |
| Luxemburg              | Luxemburgs Sportler des Jahres       | 1954           | Originalbezeichnung: „Lëtzebuergesch Sportler vum Joer“ |
| Niederlande            | Niederländischer Sportler des Jahres | 1951           | Originalbezeichnung: „Sportman van het jaar“ |
| Norwegen               | Norwegens Sportler des Jahres        | 1948           | Originalbezeichnung: „Årets Idrettsnavn“ |
| Österreich             | Österreichs Sportler des Jahres      | 1949           | |
| Polen                  | Polens Sportler des Jahres           | 1926           | Originalbezeichnung: „Plebiscyt Przeglądu Sportowego“ |
| Schweden               | Svenska-Dagbladet-Goldmedaille       | 1925           | Originalbezeichnung: „Svenska Dagbladets guldmedalj“ |
| Schweiz                | Schweizer Sportler des Jahres        | 1950           | Wahl im Rahmen des Swiss Sports Awards |
| Slowakei               | Slowakische Sportler des Jahres      | 1993           | Originalbezeichnung: „Športovec roka“ – von 1959 bis 1992 führte die Tschechoslowakei eine Wahl durch |
| Slowenien              | Sloweniens Sportler des Jahres       | 1968           | Originalbezeichnung: „Slovenski športnik leta“ / „Slovenska športnica leta“ |
| Spanien                | Spaniens Sportler des Jahres         | 1982           | Originalbezeichnung: „Premio Rey Felipe“ (Männer) / „Premio Reina Letizia“ (Frauen) |
| Tschechien             | Tschechiens Sportler des Jahres      | 1993           | Originalbezeichnung: „Sportovec roku České republiky“, von 1959 bis 1992 führte die Tschechoslowakei eine Wahl durch |
| Ungarn                 | Ungarns Sportler des Jahres          | 1958           | Originalbezeichnung: „év női sportolói“ / „év férfi sportolói“ |
| Vereinigtes Königreich | Britischer Sportler des Jahres       | 1954           | Originalbezeichnung: „BBC Sports Personality of the Year“, parallel veranstaltet die BBC regionale Wahlen in Wales (seit 1954), Schottland (seit 1977) und Nordirland (seit 2003)                                             |

Südamerika, Nordamerika, Asien, Afrika, Ozeanien
| Land                     | Auszeichnung                     | verliehen seit | Bemerkung |
| ------------------------ | -------------------------------- | -------------- | --- |
| Argentinien (Südamerika) | Argentiniens Sportler des Jahres | 1954           | Originalbezeichnung: „Premios Olympia“, vergeben vom argentinischen Sportjournalistenverband |
| Brasilien (Südamerika)   | Prêmio Brasil Olímpico           | 1999           | vergeben vom brasilianischen Olympiakomitee |
| Indien (Asien)           | Rajiv Gandhi Khel Ratna          | 1992           | |
| Jamaika (Nordamerika)    | Jamaikas Sportler des Jahres     | 1961           | Originalbezeichnung: „Jamaica Sportsman and Sportswoman of the Year“ |
| Japan (Asien)            | Japans Sportler des Jahres       | 1968           | Originalbezeichnung: 日本プロスポーツ大賞 (Nippon Puro Supōtsu Taisyō) |
| Kanada (Nordamerika)     | Northern Star Award              | 1936           | ehemals „Lou Marsh Trophy“ bekannt; separat werden von der kanadischen Presse seit Anfang der 1930er Jahre der Lionel Conacher Award (Männer) und Bobbie Rosenfeld Award (Frauen) vergeben, während die Women’s Amateur Athletic Federation seit 1934 die Velma Springstead Trophy für die beste Sportlerin des Jahres vergibt |
| Kenia (Afrika)           | Kenias Sportler des Jahres       | 2004           | Originalbezeichnung Sports Personality of the Year Awards (SOYA Awards) |
| Kolumbien (Südamerika)   | Kolumbiens Sportler des Jahres   | 1960           | Sponsor ist die Zeitung El Espectador, in jüngeren Jahren auch Movistar |
| Namibia (Afrika)         | Namibias Sportler des Jahres     | 1990           | Originalbezeichnung Namibia Annual Sports Awards (NASA) |
| Neuseeland (Ozeanien)    | Westpac-Halberg-Preis            | 1949           | Originalbezeichnung: „Westpac Halberg Award“ |
| Philippinen (Asien)      | PSA Sportsman of the Year        | 1976           | |

## Kontinentale Ehrungen
Europa
- Europas Sportler des Jahres (Polska Agencja Prasowa), jährliche Umfrage der polnischen Presseagentur Polska Agencja Prasowa (PAP)
- Europas Sportler des Jahres (European Sports Press Union), jährliche Umfrage der Vereinigung der europäischen Sportjournalisten (UEPS)

## Globale Ehrungen („Weltsportler des Jahres“)
| Zeitraum       | Preis                                                | verliehen durch                         |
| -------------- | ---------------------------------------------------- | --------------------------------------- |
| 1931 bis heute | Associated Press Athlete of the Year                 | Associated Press (national dominiert)   |
| 1954 bis heute | Sports Illustrated Sportler des Jahres               | Sports Illustrated (national dominiert) |
| 1960 bis heute | BBC Overseas Sports Personality of the Year          | British Broadcasting Corporation        |
| 1974 bis 1995  | United Press International Athlete of the Year Award | United Press International              |
| 1978 bis heute | Gazzetta Sports Award#Weltsportler des Jahres        | La Gazzetta dello Sport                 |
| 1980 bis heute | Champion des champions#Weltsportler des Jahres       | L’Équipe (national seit 1946)           |
| 2000 bis heute | Laureus World Sports Awards                          | Daimler AG, Richemont (Stifter)         |

## Einzelne Sportarten auf globaler Ebene
Boxen
- Weltboxer des Jahres (Ring Magazine)
- Weltboxer des Jahres (Boxing Writers Association of America)
- WBHF Boxer des Jahres (World Boxing Hall of Fame) (ehemalige Ehrung, 1999–2008)
- ESPN Boxer des Jahres (Entertainment and Sports Programming Network)
- Yahoo Sports Boxer des Jahres (Yahoo)
- WBC Boxer des Jahres (World Boxing Council)

Fußball
- FIFA-Weltfußballer des Jahres (FIFA, seit 1991–2009 und seit 2016)
- Ballon d’Or (France Football, 1956–2006 für Europas Fußballer des Jahres; 2007–2009 und seit 2016 für den Weltfußballer)
- FIFA Ballon d’Or  (FIFA und France Football gemeinsam von 2010 bis 2015)
- Weltfußballer des Jahres (World Soccer)
- Weltfußballer des Jahres (Fédération Internationale des Associations de Footballeurs Professionnels) (ehemalige Ehrung, 2005–2008)

Andere
- Welt-Leichtathlet des Jahres (World Athletics)
- Weltgewichtheber des Jahres (International Weightlifting Federation)
- Weltschwimmer des Jahres (Swimming World)
- Welthandballer des Jahres (Internationale Handballföderation)
- Welthockeyspieler des Jahres (Fédération Internationale de Hockey)
- Welttennisspieler des Jahres (Association of Tennis Professionals)
- Welt-Radrennfahrer des Jahres (Vélo Magazine)
- Weltschachspieler des Jahres (Fédération Internationale des Échecs)

## Einzelne Sportarten auf kontinentaler Ebene
Basketball
- Europas Basketballer des Jahres (FIBA Europa)
- Europas Basketballer des Jahres (La Gazzetta dello Sport)
- Europas Basketballer des Jahres (Superbasket)

Fußball
- Europas Fußballer des Jahres (France Football)
- Europas Fußballer des Jahres (Union of European Football Associations)
- Europas Fußballer des Jahres (Union of European Football Associations) (ehemalige Ehrung, 1998–2010)